# Бутков, Борис Григорьевич
Борис Григорьевич Бутко́в (24 ноября [7 декабря] 1905, Калач — 15 июля 1969, Харьков) — советский украинский певец (тенор).

## Биография
Родился 11 (24 июля) 1905 года в слободе Калач (ныне город, Воронежская область). В 1929 году окончил Харьковский музыкально-драматический институт класс вокала Н. Л. Чемезова. Солист ХАТОБ имени  Н. В. Лысенко (1929—1959).
Умер 15 июля 1969 года в Харькове (ныне Украина)

## Оперные партии
- «Наталка Полтавка» Н. В. Лысенко — Пётр
- «Борис Годунов» М. П. Мусоргского — Василий  Шуйский
- «Евгений Онегин» П. И. Чайковского — Ленский
- «Запорожец за Дунаем» С. С. Гулака-Артемовского —Андрей
- «Богдан Хмельницкий» К. Ф. Данькевича —Лизогуб
- «Русалка» А. С. Даргомыжского — Князь
- «Травиата» Дж. Верди — Альфред
- «Риголетто» Дж. Верди — Герцог
- «Дубровский» Э. Ф. Направника — Владимир
- «Сказка о царе Салтане» Н. А. Римского-Корсакова — Гвидон
- «Мадам Баттерфляй» Дж. Пуччини — Пинкертон
- «Семья Тараса» Д. Б. Кабалевского — Назар
- «Овод» А. Э. Спадавеккиа — Карди

## Признание
- Сталинская премия третьей степени (1952) — за исполнение партии Шуйского в оперном спектакле «Борис Годунов» М. П. Мусоргского, поставленный на сцене ХАТОБ имени Н. В. Лысенко